# Даг Солстад
Даг Солстад (норв. Dag Solstad; 16 липня 1941, Саннефіорд, фюльке Вестфолл — 14 березня 2025, Осло, Норвегія) — норвезький прозаїк, драматург, майстер коротких оповідань, один з найвідоміших письменників Норвегії.

## Біографія
Був членом літературної групи Profil. Почав свою літературну діяльність під впливом творчості Франца Кафки з коротких експериментальних творів, створених в стилі абсурду, в яких піднімав теми ідентичності та відчуження («Spiraler» (1965) й «Svingstol» (1967)).
Потім створив ряд гучних оповідань і новел. Став відомим після повісті "Irr. Grønt "(1969), в якій розповів про зусилля студента, який приїхав з глухого села і прагне вибитися в люди. Повість «Irr. Grønt» справила великий вплив на долі багатьох людей.
Також є автором кількох політичних літературних творів, натхнених подіями 1970-1980-х років у Норвегії.
Солстад жив частково в Берліні, а частково в районі Скіллебекк в Осло. Помер у віці 83 років.

## Вибрані твори
- Irr! Grønt! — (1969)
- Arild Asnes, 1970 — (1971), про шляхи розвитку молодої людини до моменту, коли головний герой починає розуміти, що політична революція необхідна і повинна відбутися в результаті наростаючого конфлікту в суспільстві.
- 25. septemberplassen — (1974), про зростання політичної свідомості фабрично-заводських робітників у період Другої світової війни й після її закінчення
- Svik. Førkrigsår — (1977), про зраду урядом Норвегії інтересів народу в передвоєнні роки.
- Krig. 1940 — (1978), детальний опис Норвегії під час Другої світової війни.
- Brød og våpen — (1980)
- Gymnaslærer Pedersens beretning om den store politiske vekkelse som har hjemsøkt vårt land — (1982)
- Forsøk på å beskrive det ugjennomtrengelige — (1984)

## Нагороди та премії
- 1989 — літературна премія Північної Ради за роман «Roman 1987».
- 1996 — літературна Премія Доблоуга Шведської академії
- 1996 — норвезька літературна премія Gyldendalprisen
- 1998 — Почесна премія Браги
- 2004 — Премія видавництва «Аскехоуг»
- 2006 — Премія Браги за роман «Арманд В. Виноски до поховання роману» (норв. Armand V. Fotnoter til en uutgravd roman).[8]
- Лауреат премії з літератури норвезьких критиків 1969,1992,1999 років.